# Carla Fibla
Carolina Fibla García-Sala, conocida como Carla Fibla, Valencia, 2 de junio de 1973 es una periodista y escritora española experta en el mundo árabe y países del Sur. Durante más de 15 años ha vivido y viajado por el mundo árabe y ha sido corresponsal entre otros medios de la Cadena SER y La Vanguardia. Destaca especialmente su mirada sobre el fenómeno de la inmigración que ha reflejado en sus artículos y libros.

## Trayectoria
Estudió periodismo en la Universidad Antonio de Nebrija de Madrid y posteriormente logró una beca Erasmus para estudiar en la ciudad francesa de Grenoble durante un año. A los 22 años decidió instalarse en El Cairo donde en junio de 1995 empezó a trabajar como freelance para varios medios escritos y radiofónicos hasta agosto de 1997. 
Tras obtener el título de Experta en Información Internacional y Países del Sur de la Universidad Complutense de Madrid trabajó durante dos años en Diario 16. 
En septiembre de 2001 creó una corresponsalía regional en el Magreb, con base en Rabat (Marruecos), desde donde cubrió para la Cadena SER y La Vanguardia, la actualidad en Marruecos, Argelia, Túnez, Libia y Mauritania.
A mediados de 2008 se traslada a Amán (Jordania) para abrir de nuevo una corresponsalía regional para la Cadena SER.
De su trabajo como corresponsal de la Cadena Ser nace el audiolibro Mi nombre es nadie (2008) un trabajo conjunto con el que fuera director de informativos de la emisora en las islas Canarias Nicolàs Castellano en el que se recupera los testimonios recogidos por ambos durante los últimos siete años para ofrecer una perspectiva nueva, más profunda y en primera persona sobre la odisea de quienes tratan de emigrar a España. El libro está ilustrado con impactantes fotografías de inmigrantes desesperados llegando a las Canarias de Juan Medina.
En 2008 fue premiada por el jurado del X Premio Derechos Humanos Consejo General de la Abogacía Española por su trayectoria periodística en defensa de los derechos humanos a través de sus artículos, libros y entrevistas. La corresponsal de la Cadena Ser en Oriente Próximo desde hace unos meses y durante más de siete años corresponsal de la Cadena Ser y de La Vanguardia en el Magreb, denunció desde su primer destino las vulneraciones de los derechos fundamentales que los inmigrantes sufren en su viaje en busca de un futuro diferente.
"Mi nombre es nadie" también distinguido en 2010 con el Ier Premio Manuel Castillo sobre cooperación internacional y cultura de paz de la Universidad de Valencia.
En septiembre de 2011 se crea AISH (significa en árabe: pan, sustento y vivir) un espacio en la red para seguir la evolución de las revoluciones, revueltas y procesos de cambio en el mundo árabe. Carla Fibla es la coordinadora del proyecto en el que también participan Lucía El Asri, Laura Casielles y Laura Galián. 
A mediados del 2014 viaja a Sudán del Sur para recoger y trasladar la historia de los sursudaneses en colaboración con la ONG Acción contra el Hambre.
También ha participado en el proyecto El estado mental y en la revista Ctxt donde ha sido subdirectora y posteriormente redactora jefe de internacional. De junio de 2015 a 2016 fue colaboradora en el canal de televisión europeo Euronews. En 2016 participó en la elaboración de un documental yo soy tú/I am you rodado en el marco del proyecto accionrefugiados.es y acompañó al poeta Dionisio Cañas en la isla de Lesbos en enero. En el proyecto se incluyen imágenes tomadas en Siria, Lesbos, Idomeni y el puerto del Pireo, reflejando el lado más humano de los refugiados y las dificultades sufridas durante su llegada a Grecia.  En septiembre de 2016 se incorporó al equipo de comunicación en Madrid de la Fundación Vicente Ferrer.
Desde septiembre de 2018 es redactora de la prestigiosa revista Mundo Negro y en 2023 acudió a Casa Árabe para participar en la presentación del libro "Estaciones" del escritor Tarek Eltayeb.

## Publicaciones
- 2000 Debate sobre la eutanasia Editorial Planeta. Prólogos de Gonzalo Herranz y Salvador Pániker.
- 2001 Debate sobre el divorcio en Chile
- 2005 España-Marruecos desde la orilla sur: la relación hispano-marroquí. Opiniones e ideas
- 2008 Mi nombre es nadie: el viaje más antiguo del Mundo. Audiolibro. Carla Fibla y Nicolás Castellano Prólogo: Sami Naïr Editorial Icaria
- 2010 Resistiendo en Gaza. Historias palestinas Carla Fibla y Fadi N. Skaik. Prólogo de Maruja Torres. Ediciones Península.
- 2023 Muasi Makasi. Una heroína africana. Carla Fibla y África González. Ilustraciones Sonia Fernández. Editorial Mundo Negro ISBN 978-84-7295-281-2[8]

## Premios
- 2008 Premio Derechos Humanos Consejo General de la Abogacía Española
- 2010 I Premio Manuel Castillo sobre cooperación internacional y cultura de paz. Universidad de Valencia
- 2020 II Premio Saliou Traoré de Periodismo instituido por la Agencia EFE y Casa África por su reportaje “En África antes que en Europa” publicado en la revista Mundo Negro.[9]